# Bojati
Bojati este un sat din comuna Plužine, Muntenegru. Conform datelor de la recensământul din 2003, localitatea are 30 de locuitori (la recensământul din 1991 erau 30 de locuitori).

## Demografie
În satul Bojati locuiesc 28 de persoane adulte, iar vârsta medie a populației este de 52,1 de ani (47,8 la bărbați și 56,4 la femei). În localitate sunt 10 gospodării, iar numărul mediu de membri în gospodărie este de 3,00.
Populația localității este foarte eterogenă.
|  |

| Demografie | Demografie | Demografie |
| An         | Locuitori  | Locuitori  |
| ---------- | ---------- | ---------- |
|            |            |            |
|            |            |            |
|            |            |            |
|            |            |            |
| 1948       | 86         |            |
| 1953       | 87         |            |
| 1961       | 82         |            |
| 1971       | 116        |            |
| 1981       | 89         |            |
| 1991       | 30         | 30         |
| 2003       | 30         | 30         |

| \| Componența etnică conform recensământului din 2003[2] \| Componența etnică conform recensământului din 2003[2] \| Componența etnică conform recensământului din 2003[2] \| Componența etnică conform recensământului din 2003[2] \| Componența etnică conform recensământului din 2003[2] \| \| ----------------------------------------------------- \| ----------------------------------------------------- \| ----------------------------------------------------- \| ----------------------------------------------------- \| ----------------------------------------------------- \| \| \| \| \| \| \| \| Sârbi \| Sârbi \| \| 17 \| 56,66% \| \| Muntenegreni \| Muntenegreni \| \| 13 \| 43,33% \| \| necunoscută \| necunoscută \| \| 0 \| 0% \| |              |  |    |        |
| Componența etnică conform recensământului din 2003 |              |  |    |        |
| |              |  |    |        |
| Sârbi | Sârbi        |  | 17 | 56,66% |
| Muntenegreni | Muntenegreni |  | 13 | 43,33% |
| necunoscută | necunoscută  |  | 0  | 0%     |